# ツール・ド・フランス1931
ツール・ド・フランス1931は、ツール・ド・フランスとしては25回目の大会。1931年6月30日から7月26日まで、全24ステージ、全行程5095kmで行われた。

## 総合成績
| 順位 | 選手名                     | 国籍     | 時間            |
| ---- | -------------------------- | -------- | --------------- |
| 1    | アントナン・マーニュ       | フランス | 177時間10分03秒 |
| 2    | ジェフ・ドミュイセール     | ベルギー | +12分56秒       |
| 3    | アントニオ・ペゼンティ     | イタリア | +22分51秒       |
| 4    | ガストン・ルブリ           | ベルギー | +46分40秒       |
| 5    | モリス・デワール           | ベルギー | +49分46秒       |
| 6    | ジュリアン・ヴェルヴァック | ベルギー | +1時間10分11秒  |
| 7    | ルイ・プグリオン           | フランス | +1時間18分33秒  |
| 8    | エリッヒ・メッツェ         | ドイツ国 | +1時間20分59秒  |
| 9    | アルベルト・ブッキ         | スイス   | +1時間29分29秒  |
| 10   | アンドレ・ルデュック       | フランス | +1時間30分08秒  |

### マイヨ・ジョーヌ保持者
| 選手名                   | 国籍         | 首位区間     |
| ------------------------ | ------------ | ------------ |
| アルフレド・ハメルリンク | ベルギー     | 第1          |
| マックス・ブラ           | オーストリア | 第2          |
| レオン・ルカルヴェ       | フランス     | 第3          |
| ラファエル・ディパコ     | イタリア     | 第4、第6-第7 |
| シャルル・ペリシエ       | フランス     | 第5、第8     |
| アントナン・マーニュ     | フランス     | 第9-最終     |